# سیناجانا

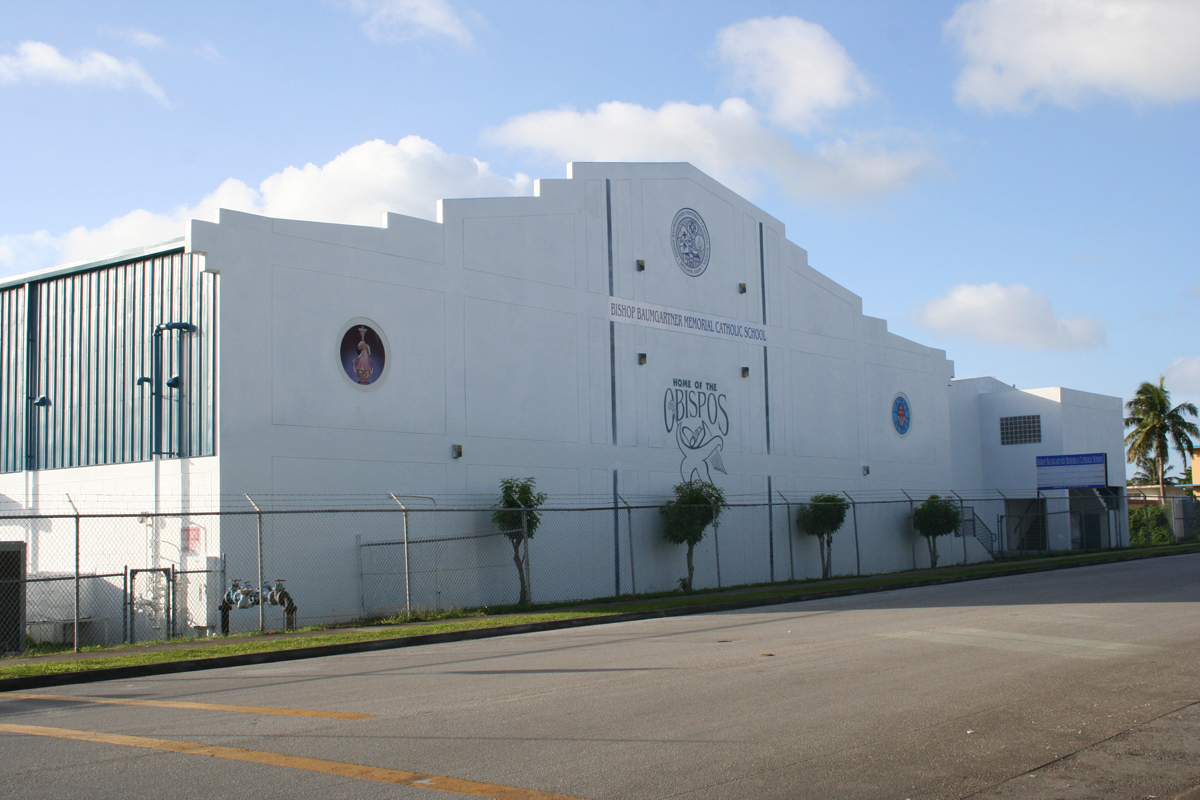
مدرسه خصوصی کاتولیک در سیناجانا

سیناجانا (به انگلیسی: Sinajana, Guam) یک روستا در کشور گوآم است.

## خصوصیات
سیناجانا ۲٬۵۹۲ نفر جمعیت دارد.